# Джозеф Райт (веслувальник)
Джозеф Райт (англ. Joseph Wright, 14 січня 1864 — 28 жовтня 1950) — канадський академічний веслувальник.
Срібний призер Олімпійських Ігор 1904 року в складі вісімки.